# His New Job
His New Job er en amerikansk stumfilm fra 1915 af Charlie Chaplin.

## Medvirkende
- Agnes Ayres.
- Arthur W. Bates.
- Robert Bolder.
- Frank J. Coleman.
- Charles Hitchcock.